# Berek (Gradiška)
Berek (en serbio: Берек) es una localidad de la municipalidad de Gradiška, Republika Srpska, Bosnia y Herzegovina.

## Población
| Composición de la Población - Localidad de Berek | Composición de la Población - Localidad de Berek | Composición de la Población - Localidad de Berek | Composición de la Población - Localidad de Berek | Composición de la Población - Localidad de Berek |
| ------------------------------------------------ | ------------------------------------------------ | ------------------------------------------------ | ------------------------------------------------ | ------------------------------------------------ |
|                                                  | 2013                                             | 1991                                             | 1981                                             | 1971                                             |
| Total                                            | 418 (100%)                                       | 482 (100%)                                       | 526 (100%)                                       | 524 (100%)                                       |
| Mujeres                                          | 201                                              | -                                                | -                                                | -                                                |
| Varones                                          | 217                                              | -                                                | -                                                | -                                                |
| Serbios                                          | 406 (97,13%)                                     | 456 (94,61%)                                     | 355 (67,49%)                                     | 501 (95,61%)                                     |
| Croatas                                          | 5 (1,2%)                                         | 3 (0,62%)                                        | 7 (1,33%)                                        | 15 (2,86%)                                       |
| Bosniacos                                        | -                                                | -                                                | -                                                | -                                                |
| Yugoslavos                                       | -                                                | 13 (2,7%)                                        | 162 (30,8%)                                      | -                                                |
| Eslovenos                                        | 1 (0,24%)                                        | -                                                | -                                                | -                                                |
| Albaneses                                        | -                                                | -                                                | -                                                |                                                  |
| Musulmanes                                       | 1                                                | -                                                | -                                                | -                                                |
| Ukranianos                                       | 3 (0,72%)                                        | -                                                | -                                                | -                                                |
| Montenegrinos                                    | -                                                | -                                                | -                                                | -                                                |
| Macedonios                                       | -                                                | -                                                | -                                                | -                                                |
| Otros                                            | 2                                                | 10 (2,08%)                                       | 2 (0,38%)                                        | 8 (1,53%)                                        |
| Sin declarar                                     | -                                                | -                                                | -                                                | -                                                |
| Desconocidos                                     | -                                                | -                                                | -                                                | -                                                |